# Michał Brzostowski (1722–1784)
Michał Brzostowski herbu Strzemię (ur. w 1722 roku, zm. 21 maja 1784 roku w Oranach) – podskarbi wielki litewski, generał lejtnant wojsk litewskich, duktor (pułkownik) powiatu oszmiańskiego w 1764 roku.
Syn Konstantego, kasztelana mścisławskiego i Teresy Woynianki, starościanki brasławskiej.

## Życiorys
W młodości podróżował po Niemczech, Włoszech i Francji, gdzie służył w pułku Royal-Allemand. W roku 1746 był już starostą orańskim. W 1749 król August III mianował go swoim szambelanem i nadał mu rangę pułkownika wojsk królewskich, a w 1753 został generałem lejtnantem.
Wielokrotny poseł na sejm w latach 1746-1764. Jako stronnik Familii Czartoryskich stanął 16 kwietnia 1764 na czele konfederacji generalnej Wielkiego Księstwa Litewskiego. Był posłem oszmiańskim na sejm konwokacyjny (1764). W 1764 roku był elektorem Stanisława Augusta Poniatowskiego z powiatu oszmiańskiegoW grudniu tego roku kupił od Jana Jerzego Flemminga podskarbiostwo wielkie litewskie za 400 000 złp, przynoszące 120 000 złp rocznej pensji. Na stanowisku tym dokonał wielu nadużyć, łupiąc zasekwestrowane przez Rosjan dobra Karola Stanisława Radziwiłła Panie Kochanku.
Wziął udział w tłumieniu konfederacji barskiej, denuncjując Rosjanom nawet swoich krewnych. Prowadząc hulaszczy i rozrzutny tryb życia, szybko popadł w ruinę finansową i w 1771 wystąpił do ambasady rosyjskiej z prośbą o pożyczkę 3 mln złp. Kredytu jednak nie uzyskał i umarł tonąc w długach.
Na Sejmie Rozbiorowym 1773-1775 został wybrany przez króla Stanisława Augusta Poniatowskiego do Rady Nieustającej. Członek konfederacji Andrzeja Mokronowskiego w 1776 roku.
Członek Departamentu Skarbowego Rady Nieustającej w 1783 roku.
Był wolnomularzem. W 1766 został kawalerem Orderu Świętego Stanisława, w 1764 roku odznaczony rosyjskim Orderem św. Aleksandra Newskiego, w 1758 odznaczony Orderem Orła Białego, w 1764 odznaczony rosyjskim Orderem Św. Andrzeja Apostoła Pierwszego Powołania.

## Sprawowane urzędy
- Pisarz wielki litewski 1758-1762
- Koniuszy litewski 1762-1764
- Podskarbi wielki litewski 1764-1784
- Starosta oszmiański 1765-1772[11]

## Poseł na Sejm Rzeczypospolitej Obojga Narodów
- 1746 – z powiatu starodubowskiego
- 1752 – z powiatu oszmiańskiego
- 1754 – z Inflant (litewski)
- 1756 – z powiatu oszmiańskiego
- 1758 – z powiatu oszmiańskiego
- 1760 – z powiatu starodubowskiego
- 1761 – z powiatu oszmiańskiego[12]
- 1764 – z powiatu oszmiańskiego (marszałek konfederacji generalnej Wielkiego Księstwa Litewskiego w 1764 roku[13])